# 12 Gold Bars
Albums de Status Quo
Whatever You Want
(1979) Just Supposin'
(1980)
Compilations de Status Quo
Down the Dustpipe
(1975) From the Makers of
(1982)
12 Gold Bars est un album de compilation du groupe de rock anglais Status Quo paru en 1980 sur le label Vertigo Records.

## Historique
Cet album rassemble tous les singles, à l'exception d'"Accident Prone", parus depuis que le groupe a signé sur le label Vertigo Records. La plupart de ces titres ont été classés dans le top 10 des charts britanniques.
La chanson "Roll Over Lay Down", sortie en single dans sa version "live" à l'occasion du Ep "Quo Live!", est ici dans sa version originale de l'album "Hello!". "Wild Side of Life" était à l'époque uniquement disponible en single, lors de la réédition de l'album "Blue for You" en 2005, on trouve cette chanson dans les bonus.
Cette compilation se classa pendant 48 semaines dans charts britanniques où elle atteignit comme meilleur classement une 3e place le 22 mars 1980. Elle sera certifiée disque de platine au Royaume-Uni pour plus de 300 000 vendus.

## Liste des titres
Face 1
| No | Titre                                                            | Auteur                       | Durée |
| -- | ---------------------------------------------------------------- | ---------------------------- | ----- |
| 1. | Rockin' All Over the World (de Rockin' All Over the World, 1977) | John Fogerty                 | 3:33  |
| 2. | Down Down (de On the Level, 1975)                                | Francis Rossi / Robert Young | 3:49  |
| 3. | Caroline (de Hello!, 1973)                                       | Rossi / Young                | 3:43  |
| 4. | Paper Plane (de Piledriver, 1972)                                | Rossi / Young                | 2:55  |
| 5. | Break the Rules (de Quo, 1974)                                   | Rossi / Young / Rick Parfitt | 3:38  |
| 6. | Again and Again (de If You Can't Stand the Heat, 1978)           | Parfitt / Andy Bown / Lynton | 3:40  |

Face 2
| No  | Titre                                            | Auteur                                                  | Durée |
| --- | ------------------------------------------------ | ------------------------------------------------------- | ----- |
| 7.  | Mystery Song (de Blue for You, 1976)             | Parfitt / Young                                         | 3:58  |
| 8.  | Roll Over Lay Down (de Hello!, 1973)             | Rossi / Alan Lancaster / Parfitt / John Coghlan / Young | 5:41  |
| 9.  | Rain (de Blue for You, 1976)                     | Parfitt                                                 | 4:33  |
| 10. | Wild Side of Life (single, 1976)                 | Arlie Carter / William Warren                           | 3:15  |
| 11. | Whatever You Want (de Whatever You Want, 1979)   | Parfitt / Bown                                          | 4:01  |
| 12. | Living on an Island (de Whatever You Want, 1979) | Parfitt / Young                                         | 3:47  |

## Musiciens
Status Quo
- Francis Rossi : chant, guitare solo
- Rick Parfitt : chant, guitare rythmique.
- Alan Lancaster : chant, basse.
- John Coghlan : batterie, percussions.

Musiciens additionnels
- Robert Young: harmonica sur "Break the Rules"
- Tom Parker: piano sur "Break the Rules"
- Andy Bown: claviers sur "Again and Again", "Whatever You Want" et "Living on an Island"

## Charts & certifications
Charts
| Pays                          | Durée du classement | Meilleur classement | Date          |
| ----------------------------- | ------------------- | ------------------- | ------------- |
| Allemagne (GfK Entertainment) | 15 semaines         | 19e                 | 14 avril 1980 |
| Écosse (Scottish Album Chart) | 7 semaines          | 45e                 | 2 juin 2013   |
| Irlande (IRMA)                | 2 semaines          | 67e                 | 13 juin 2013  |
| Norvège (VG-lista)            | 4 semaines          | 22e                 | 28 avril 1980 |
| Pays-Bas (MegaCharts)         | 5 semaines          | 26e                 | 10 mai 1980   |
| Royaume-Uni (UK Albums Chart) | 48 semaines         | 3e                  | 30 mars 1980  |

Certifications
| Pays        | Ventes  | Certification | Date         |
| ----------- | ------- | ------------- | ------------ |
| Royaume-Uni | Platine | 300 000 +     | 18 mars 1981 |